# Assiette (équitation)

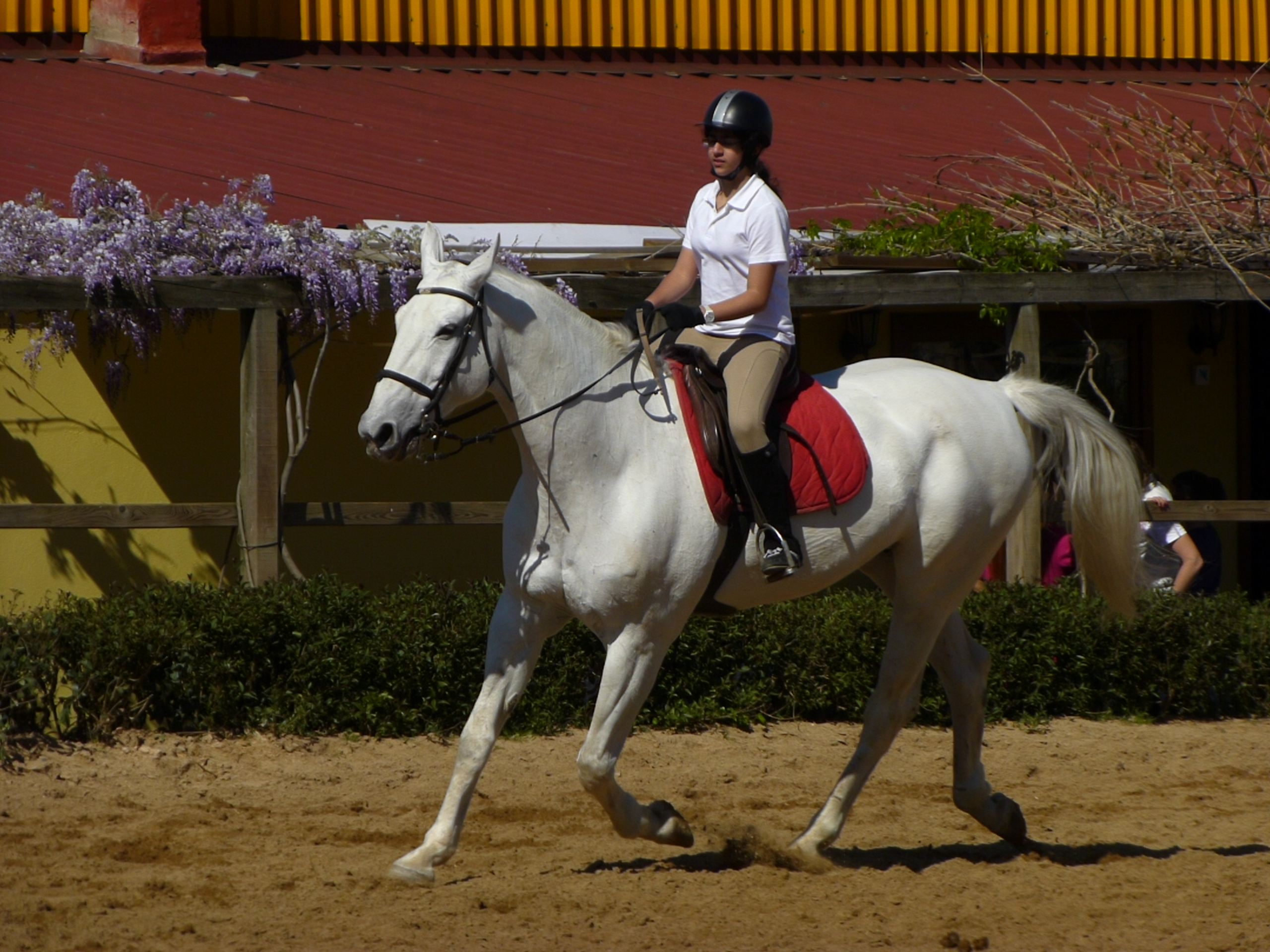
Cavalière sur un cheval.

Pour les articles homonymes, voir Assiette.
En équitation, l'assiette est une des aides par lequel le cavalier gère sa stabilité, notamment par la recherche d'une bonne assise au niveau de la selle.

## Étymologie
Ce terme est apparu dès le XVIe siècle. On le trouve dans les Essais de Montaigne en 1580 : « Je ne démonte pas volontiers quand je suis à cheval, car c'est l'assiette en laquelle je me trouve le mieux ».
L'assiette est la qualité qui permet au cavalier de demeurer maître de son équilibre en toutes circonstances, quelles que soient les réactions du cheval. Elle désigne par là même la qualité de l'aplomb du cavalier et sa solidité en selle. Elle définit la manière dont le cavalier répartit son poids sur la selle. Elle conditionne la fixité des mains et des jambes, comme aussi la possibilité pour le cavalier de faire intervenir ses aides avec aisance, justesse et opportunité.
Une bonne assiette, liante et assurant l'indépendance des mouvements, se caractérise par l'aplomb du buste, la souplesse du rein, l'adhérence des cuisses, la fixité des jambes et l'aisance des épaules, de la tête et des bras. Le contact avec la selle est moelleux, le cavalier restant lié aux mouvements de son cheval.

## Utilité
L'assiette est la condition première pour avoir une fixité des mains et des jambes. Elle permet d'utiliser les aides correctement, avec aisance, justesse et opportunité. Elle permet d'amortir les mouvements du cheval grâce à l'adhérence des fesses du cavalier dans la selle et la flexibilité du rein. Elle ne doit jamais dépendre de la force des jambes ou du raccrochage des mains.
Lorsque l'assiette absorbe les mouvements du cheval grâce à la flexibilité du rein du cavalier, on dit que ce dernier a du liant. Le contact avec le cheval est moelleux, le cavalier garde son aplomb. Il peut alors transmettre par l'intermédiaire de l'assiette ses désirs au cheval. Par le chargement ou l'allégement d'une partie ou l'autre de l'assiette, le cavalier varie les allures et les attitudes du cheval. En chargeant l'arrière de l'assiette, il provoque un fléchissement des articulations et du rachis permettant le rassembler; en allégeant l'assiette, il favorise l'extension de l'allure et en pesant sur un seul ischion, il enclenche le déplacement latéral.
L'assiette permet de sentir plus spécialement les mouvements du dos et de l'arrière-main. C'est par son seul intermédiaire que le cavalier se rend compte de la transmission de l'impulsion.
Lorsque le cavalier effectue des mouvements incontrôlés appelés « à-coups », ceux-ci se répercutent sur la bouche, les reins et les flancs du cheval. Ces à-coups lui enlève toute finesse et peut engendrer des défenses de la part de l'équidé.

## Acquisition
Une assiette correcte doit être parfaitement stable. Elle s'obtient en s'asseyant au milieu et en avant de la selle. Le poids du corps porte entièrement sur la selle. Le cavalier avance sa ceinture sans pour autant se glisser en avant. La difficulté de l'obtention de l'équilibre à cheval réside dans le fait que le centre de gravité est en perpétuel mouvement. L'assiette permet de conserver cet équilibre en s'adaptant à la dynamique du cheval ce qui nécessite souplesse, finesse et décontraction. 
L'assiette résulte d'une décontraction générale et du jeu des vertèbres lombaires amenant les ischions en avant dans la selle. Elle nécessite une souplesse du rein et des hanches. Elle résulte d'une longue pratique et peut difficilement être exigée du cavalier débutant chez qui la recherche de l'assiette peut causer excoriations et fatigue excessive.
Les réflexes naturels du cavalier débutant se traduisent par des contractions qui se communiquent instantanément au cheval et qui engendrent chez ce dernier de la raideur. Instinctivement, le cavalier apprend alors à se raccrocher des mains et des jambes, se fermant définitivement la voie de l'équitation fine qui procède de la liaison complète des deux corps. Seuls les exercices d'assouplissement exécutés aux trois allures, sans rênes ni étriers, sur un cheval régulier, tenu en longe par le moniteur, permettent d'acquérir la véritable assiette qui découle uniquement de l'équilibre. Ces exercices consistent en des rotations des bras horizontaux et verticaux, en flexions du buste vers le pied intérieur, en rotations de la tête, du tronc, des pieds, ou encore en balancements des jambes. Au fur et à mesure que l'assiette de l'élève s'assure, le moniteur le laisse assumer lui-même l’impulsion et la régularité des allures.
Lorsque le cavalier est en équilibre bien assuré au fond de sa selle, on dit qu'il est « assis à cheval ».